# 五具足
五具足（ごぐそく）は、仏具の呼称の一つ。香炉一つと燭台（灯立）一対、花立一対で一組となる仏具の事。三具足に燭台と花立を各一つずつ足した物。
- 本尊に向かって中央に香炉、その両側に灯立一対、両端に花立一対置く。ちなみに三具足の場合は、中央に香炉、右側に燭台を一つ、左側に花立を一つを置く。
- 大きさは香炉が直径約5〜30cm、灯立が高さ約8〜90cm、花立が直径約6〜35cm程度とさまざまである。形状も宗旨・宗派によりさまざまである。
- 浄土真宗では、特別な場合〔開祖の命日（報恩講）・祥月年忌法要・御遷仏法要など〕にのみ、五具足で荘厳する。通常は三具足の荘厳である（五具足を置く場所が無い場合は、三具足でも可とされる）。
- 浄土真宗本願寺派の燭台に左右は無いが、真宗大谷派の燭台は、右鶴の嘴は開き、左鶴は閉じるなど左右対称では無い事に注意が要る。花瓶（かひんと発音、花立の事）も宗紋の入った正式な物は、形状は左右同じだが置き方に決まりがある（鰭を正面に向け、牡丹紋を外側に向け八藤紋は内側に向けて置く）。
- 仏壇店などでは、単に5点セットと言う意味で用いられる場合がある。その場合、仏飯器・茶湯器・花立・香炉・灯立などの5点セットの事。